# Argilla
L'argilla è una classe di sedimenti non litificati estremamente fini (le dimensioni dei granelli sono inferiori a 2 μm di diametro) costituiti principalmente da alluminosilicati idrati appartenenti alla classe dei fillosilicati. 
I minerali che compongono l'argilla sono tutti appartenenti alla sottoclasse dei fillosilicati e definiti collettivamente minerali argillosi.

## Genesi e proprietà fisico-chimiche

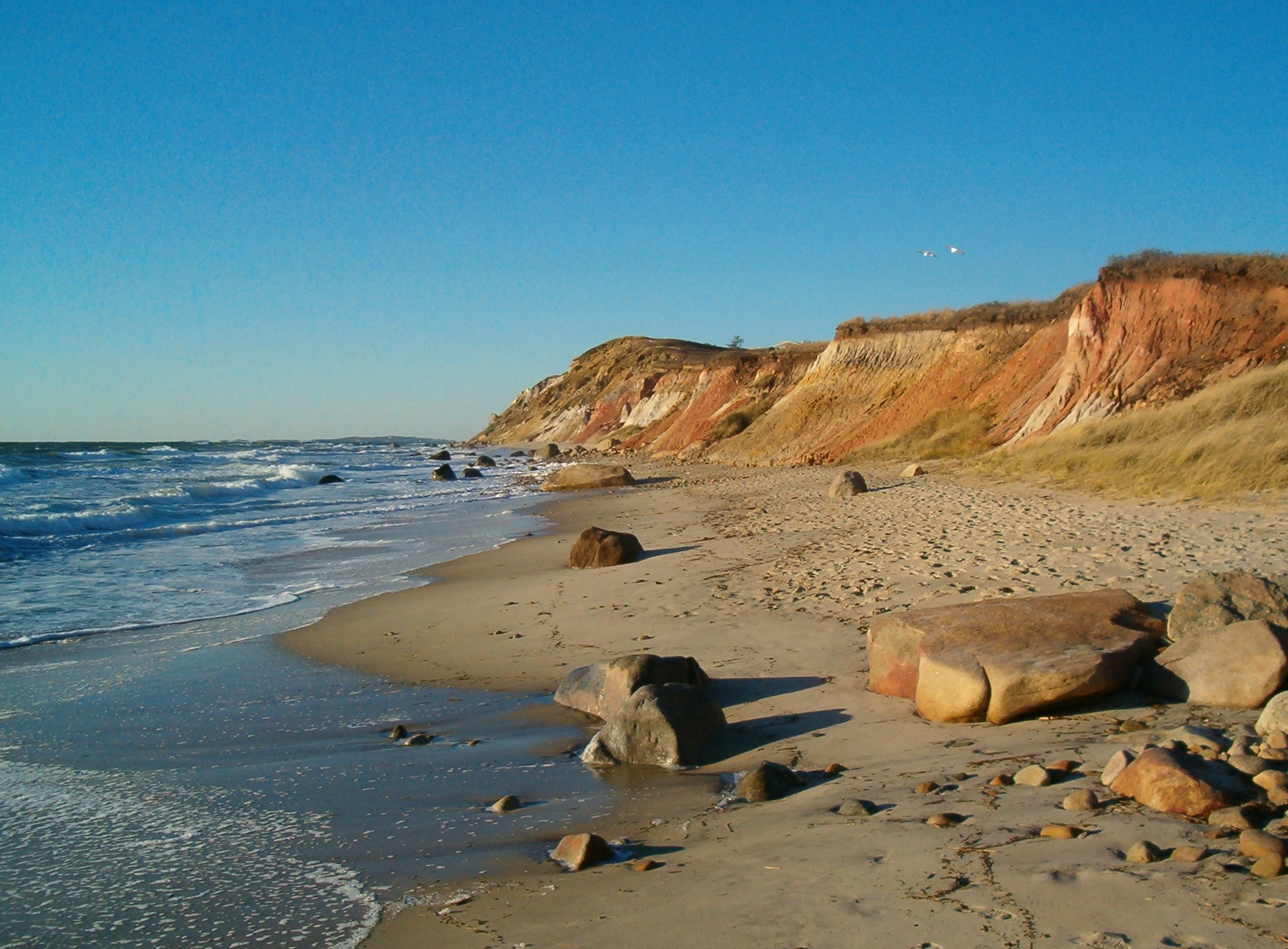
Le scogliere di Gay Head nell'isola di Martha's Vineyard sono composte interamente di argille.

La genesi dei minerali argillosi nelle rocce è secondaria, per alterazione chimica (in ambiente acido o alcalino) di rocce magmatiche silicee, per deposizione da soluzioni idrotermali, metamorfismo di basso grado (nel caso delle cloriti).
La formazione delle argille come sedimenti clastici sciolti, come suoli, avviene per dilavamento di rocce contenenti minerali argillosi, con la concentrazione del sedimento fine, a seguito di un lungo trasporto prevalentemente in acqua, in ambienti lacustri, marini e lagunari.
I minerali argillosi hanno caratteristiche fisico-chimiche peculiari, quali la dimensione micrometrica dei cristalli che comportano notevoli capacità di assorbimento d'acqua, scambio ionico e fissazione di cationi. Queste caratteristiche conferiscono al sedimento argilloso una sensibile plasticità se miscelato con acqua e refrattarietà se disidratato, proprietà che hanno permesso lo sviluppo dell'industria laterizia e ceramica.
Le argille, a causa della ridottissima dimensione delle particelle e alla elevata capacità di assorbimento, sono, assieme ai limi e limi argillosi, rocce pseudocoerenti, ovvero rocce le cui caratteristiche meccaniche sono determinate dalla coesione fra le particelle (e quindi dallo stato di idratazione) piuttosto che dall'attrito fra le stesse.

## Rocce e sedimenti argillosi caratteristici
Argillite: roccia sedimentaria con tessitura clastica a grana finissima che si forma per litificazione di un sedimento argilloso spesso eterogeneo (costituito da minerali argillosi delle varie classi summenzionate). Può contenere una percentuale ridotta di sedimenti fini costituiti da quarzo e minerali non silicei quali carbonati, ossidi di ferro, evaporiti. 
Di colore molto variabile (varie tonalità di grigio, fino a quasi nera se organica; rosso bruna, violacea, verde), deriva dai minerali argillosi che la compongono, la facile fissilità in lamine.
La genesi è prevalentemente sedimentaria in ambiente marino, lagunare, lacustre.

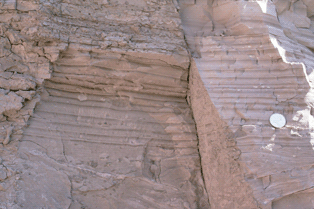
Affioramento di varva pleistocenica in Canada.

Varva: una roccia argillosa caratterizzata da una fitta alternanza di strati bicolore, chiari e scuri, e a differente granulometria, sabbioso-limosi i primi, argillosi i secondi. L'alternanza degli strati riflette il differente periodo di deposizione del materiale (nel caso specifico, un sedimento lacustre di trasporto glaciale). I sedimenti più grossolani sono originati nel periodo primaverile-estivo, in seguito all'aumento dell'acqua di fusione del ghiacciaio, quelli più fini e scuri, argillosi e ricchi di materiale organico, sono di deposizione invernale.
Creta: argilla-calcarea, caratterizzata da una struttura farinosa, di colore chiaro fino ad essere bianca, risulta essere facilmente plasmabile e utilizzata principalmente per i vasellami

### Varietà locali
Caranto: una argilla sovraconsolidata pleistocenica, estremamente compatta, di colore grigio-brunastro con fiammature ocra. È un livello-guida della transizione Pleistocene-Olocene nella laguna di Venezia ed aree circostanti.
Quick Clay (argilla rapida, detta anche argilla di Norvegia): un particolare tipo di argilla marina, tipica dei suoli ghiacciati di Norvegia, Canada e Svezia. Estremamente compatta e anche particolarmente sensibile alla velocità di applicazione di un carico. Se disturbata, caricandola velocemente, subisce un processo quasi istantaneo di perdita di coesione simile alla liquefazione delle sabbie.

## Utilizzo

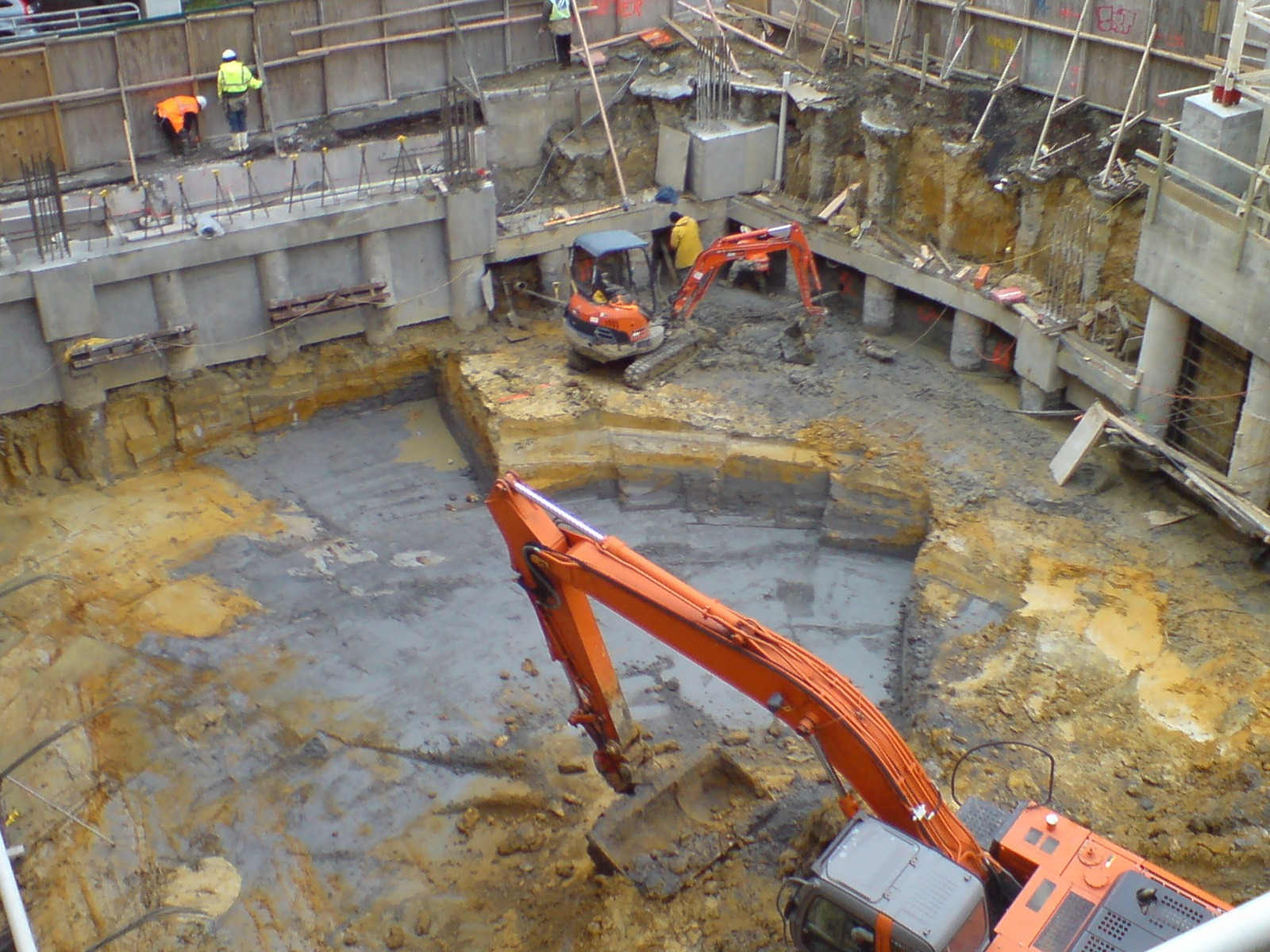
Cantiere edile in un sito con terreno argilloso

### Materia modellabile

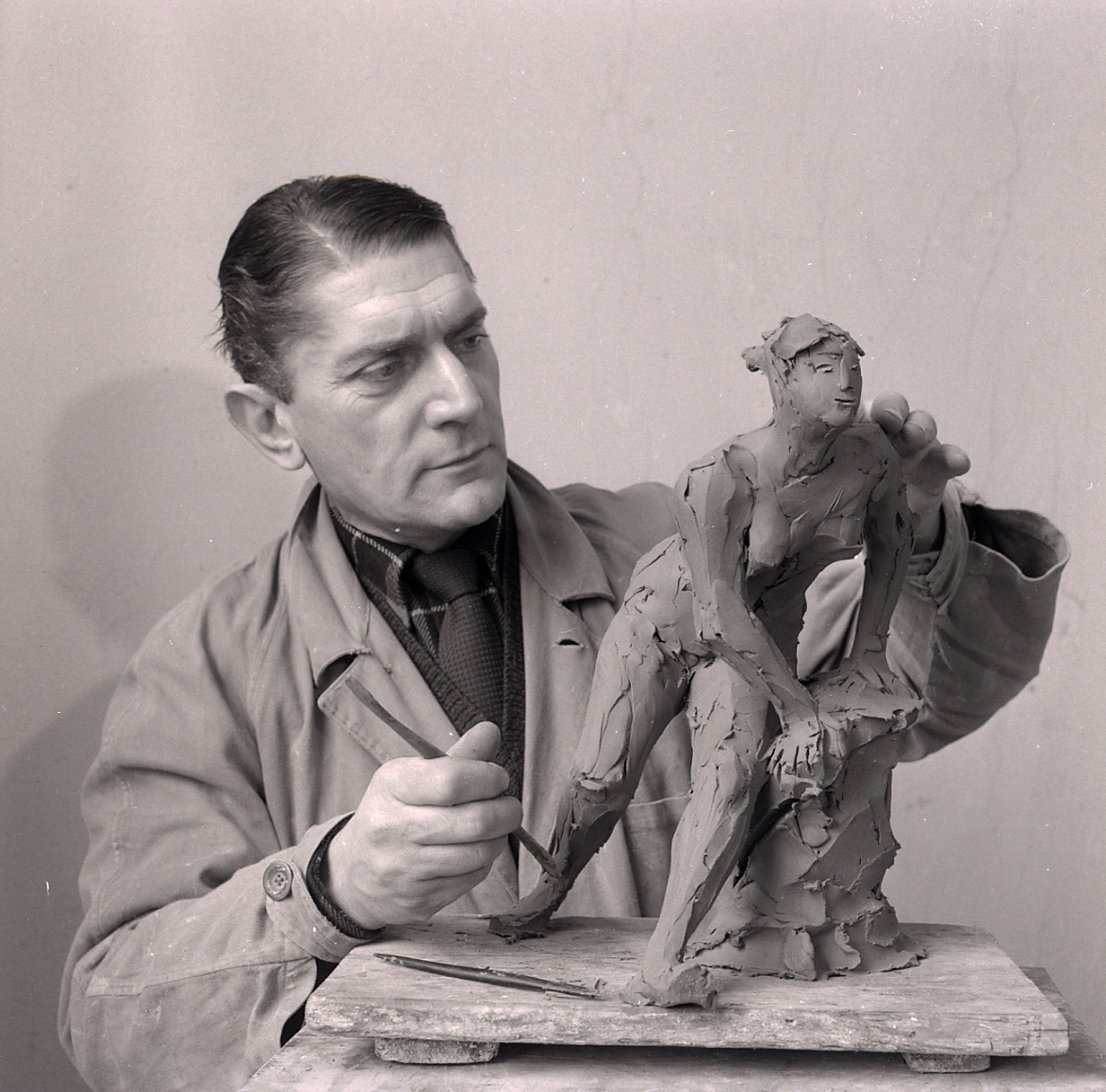
Lo scultore Angelo Ferreri modella un'opera in creta nel suo studio.
Foto di Paolo Monti, 1965

L'argilla è malleabile quando idratata e può quindi essere facilmente lavorata con le mani. Quando è asciutta diventa rigida, e quando è sottoposta a un intenso riscaldamento subisce una trasformazione irreversibile, diventando permanentemente solida e compatta.
Queste proprietà rendono l'argilla uno dei materiali più economici e largamente usati nella produzione ceramica fin dall'antichità. Le prime testimonianze di utilizzo di questo materiale da parte dell'uomo per creare manufatti risalgono al periodo neolitico, quando i primi oggetti di argilla (ciotole, vasi, ecc.) venivano cotti direttamente sul fuoco.
Vari popoli, tra i quali si annoverano gli antichi Egizi, i Persiani e i Cinesi con le loro porcellane e i celadon, hanno utilizzato l'argilla per la produzione di manufatti. In Italia, diverse località hanno o hanno avuto il toponimo Figline, che indica un luogo di lavorazione dell'argilla: tra cui l'attuale Figline Valdarno e Forlì, detta Figline in alcuni secoli del Medioevo.
Già nell'antichità gli uomini avevano imparato ad aggiungere una polvere silicea al prodotto argilloso prima di effettuare una seconda cottura, allo scopo di migliorarne l'aspetto e la robustezza. Per ottenere questi capolavori è stato necessario provare a variare sia la potenza del fuoco sia l'atmosfera in cui si realizzava la cottura.
L'argilla, attualmente, oltre che nella ceramica, è usata anche in molti processi industriali, come nell'industria della carta, nella produzione di cemento, laterizi e filtri chimici.

### Cosmetici

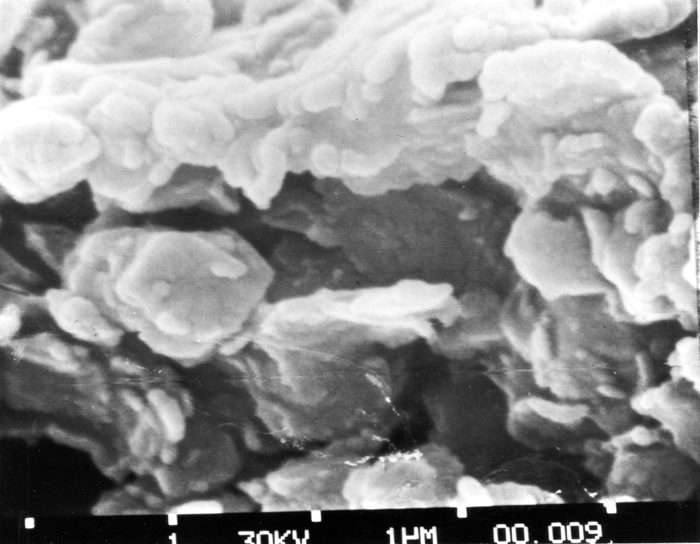
Argilla smectica al microscopio elettronico ingrandita 23.500 volte

L'argilla è talvolta utilizzata per usi esterni cosmetici, come ad es. la maschera a base di argilla, che molte persone applicano sulla pelle.
Il principio secondo cui agisce è la sua variabile consistenza a contatto con l'acqua; l'argilla disciolta parzialmente in acqua viene applicata come fango, con uno spessore dell'ordine di millimetri, su una zona della pelle (tipicamente sul viso, ma anche su tutto il corpo). L'argilla dopo un periodo nell'ordine di decine di minuti si asciuga completamente divenendo un film rigido aderente perfettamente ad ogni asperità. La parte dello strato della pelle più esterna (strato corneo dell'epidermide) lentamente si scolla dallo strato granuloso dell'epidermide e resta attaccata all'argilla la quale, venendo rimossa (ad esempio con acqua), esfolia questo piccolo strato di cellule morte superficiali che abbandonano il corpo del soggetto. Come risultato la pelle appare al tatto (ed otticamente) notevolmente più liscia e morbida. Questo accorgimento estetico è stato usato empiricamente per millenni da varie culture antiche, fino a giungere pressoché invariato ai giorni nostri.

### Vivaistica
Nell'orticoltura e floricoltura indoor, spesso vengono utilizzati materiali o miscele di materiali in sostituzione o per la replicazione del suolo; a queste applicazioni viene adattata un tipo di argilla trattata denominata "argilla espansa".
Si tratta di granuli, o sferette rozzamente irregolari, ottenute principalmente mediante trattamento termico di piccole quantità di argilla. A seconda del diametro, o granulometria, vengono utilizzate per diversi tipi di colture. La principale caratteristica per cui viene apprezzata l'argilla espansa è il drenaggio che è possibile ottenere col suo utilizzo come suolo puro o miscelato con altro terriccio. I granuli sono a bassa densità poiché immagazzinano al loro interno una quantità di aria che li rende molto leggeri ma possono immagazzinare anche una quantità di umidità quando vengono bagnati, divenendo più pesanti.

### Medicina alternativa
Un altro utilizzo dell'argilla, anch'esso derivato dal passato, è nel campo della medicina alternativa. In particolare viene utilizzata per uso interno, (seguendo particolari accorgimenti ed utilizzando argilla appositamente filtrata e ripulita) per curare disturbi dell'apparato digerente (ad esempio acidità di stomaco). In queste pratiche, non validate dal metodo scientifico, vi sono dei rischi riconducibili soprattutto all'assunzione orale continuativa, prolungata nei mesi, o derivanti dall'utilizzo di alcune tipologie di argilla.